# 臆測
| ウィキペディアには「臆測」という見出しの百科事典記事はありません（タイトルに「臆測」を含むページの一覧/「臆測」で始まるページの一覧）。 代わりにウィクショナリーのページ「臆測」が役に立つかもしれません。 |